# Кожевниковское сельское поселение
Кожевниковское се́льское поселе́ние — муниципальное образование в Кожевниковском районе Томской области Российской Федерации.
Административный центр — село Кожевниково.

## История
Статус и границы сельского поселения установлены Законом Томской области от 10 сентября 2004 года № 202-ОЗ «О наделении статусом муниципального района, сельского поселения и установлении границ муниципальных образований на территории Кожевниковского района»

## Население
| 2002  | 2010  | 2012  | 2013  | 2014  | 2015  | 2016  |
| ----- | ----- | ----- | ----- | ----- | ----- | ----- |
| 8437  | ↗8548 | ↘8412 | ↘8342 | ↘8333 | ↗8351 | ↘8284 |
| 2017  | 2018  | 2019  | 2020  | 2021  |       |       |
| ↗8305 | ↘8300 | ↗8304 | ↗8395 | ↗8707 |       |       |

## Состав сельского поселения
| № | Населённый пункт | Тип населённого пункта       | Население |
| - | ---------------- | ---------------------------- | --------- |
| 1 | Астраханцево     | деревня                      | ↗11       |
| 2 | Киреевск         | село                         | ↘303      |
| 3 | Кожевниково      | село, административный центр | ↗8393     |

### Упразднённые населённые пункты
Молчаново — упразднённая в 2004 году деревня.